# 第2レンジャー大隊 (アメリカ軍)
第2レンジャー大隊（2nd Ranger Battalion）は、アメリカ陸軍が有する大隊の1つ。第75レンジャー連隊の隷下部隊で、ワシントン州フォート・ルイスに駐屯する。
歴史上、第2レンジャー大隊という名称の部隊は2度編成されている。初代は第二次世界大戦中に存在した6個レンジャー大隊の内の1つで、2代目は1974年に復活した第75レンジャー連隊隷下の大隊である。

## 歴史

### 初代（1943年 - 1945年）

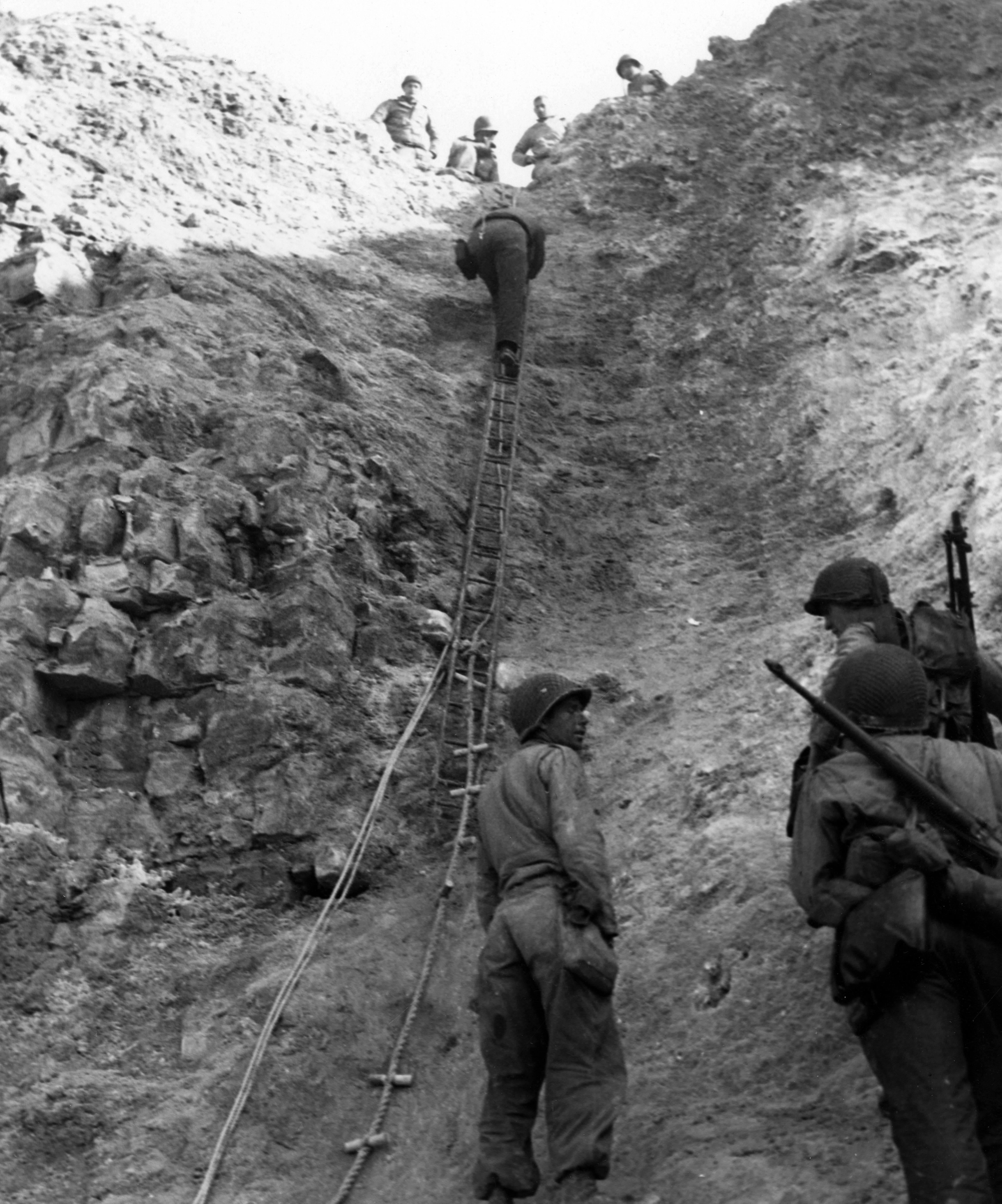
ポワント・デュ・オックの崖を縄梯子で登るレンジャー

1943年4月1日、第2レンジャー大隊（ラダーズ・レンジャーズ Rudder's Rangers）はテネシー州キャンプ・フォレストで、第5レンジャー大隊と共に創設された。構成はAからFまでの6個中隊。両大隊は1943年9月に編成完結し、オーバーロード作戦に備えてイギリスに派遣された。
1944年6月6日、ジェームズ・ラダー大佐に率いられたD・E・Fの3中隊は、イギリス軍の操作する上陸用舟艇からポワント・デュ・オックに上陸した。攻撃の間、225名が崖を登った。しかしながら2日間の激戦で健在であったのはそのうちの90名に過ぎなかった。彼らはドイツ軍の砲台を使用不能とし、フランス侵攻への道を開いた。
その間、第5レンジャー大隊と共に上陸したA・B・Cの3中隊は、第1歩兵師団および第29歩兵師団と共にあった。彼らは多数の死傷者を生じたものの、D-デイの目的を完了することができた。第2レンジャー大隊はその後ブレストの戦いおよびヒュルトゲンの森の戦いに参加した。戦後、第2大隊は第5および第6大隊と共に解隊された。

### 2代目（1974年 - ）
1974年、第1レンジャー大隊再創設の8か月後にエリート偵察部隊として第2レンジャー大隊が再創設された。部隊はその後特殊作戦部隊に変更され、1984年に第75レンジャー連隊隷下の部隊となった。
NFL選手であったパット・ティルマンは、第2レンジャー大隊A中隊で勤務し、2004年4月22日にアフガニスタンで友軍の誤射により死亡した。彼はNFLで350万ドルの継続契約を受ける代わりに陸軍に入隊した。彼がそのような選択を行ったことは、レンジャーズが尊敬される存在として知られていることを意味する。

## 大衆文化の中で
ゲーム『メダル・オブ・オナー アライドアサルト』
プレーヤーは主人公マイク・パウエル中尉となって、オーバーロード作戦（ノルマンディー上陸作戦）にて第二レンジャー大隊に配属される。オマハ・ビーチ上陸もプレイする。
ゲーム『コール オブ デューティ2』
プレーヤーがドッグ中隊のビリー・テイラー伍長（レオナード・ロメルをモデルとしている）として、ポワント・デュ・オックの戦い、ヒュルトゲンの森の戦い、ライン川渡河をプレーする。
映画『プライベート・ライアン』
ジョン・ミラー大尉（トム・ハンクス）は、第2レンジャー大隊のC中隊指揮官である（実際の中隊長はゴランソン大尉）。
映画『コン・エアー』
ニコラス・ケイジ演じるキャメロン・ポーは第2レンジャー大隊の退役軍人であった。